# Move α
Move α, α-передвижение, или трансформация «передвинь α»:632 — в современной генеративной лингвистике: правило передвижения составляющей в новую позицию при определенных условиях. Это передвижение может осуществляться только в фонологически пустую позицию либо посредством перемещения к другой составляющей путём адъюнкции. Move α — единственный тип трансформаций, который не был отвергнут в силу появления лексикалистской гипотезы и ограничений на трансформацию. Также этот тип трансформаций подчиняется принципу сохранения структуры, согласно которому передвижение должно быть мотивированным, то есть обусловленным правилами грамматики.
В современном генеративизме принято считать, что Move α противопоставляется Скрэмблингу в качестве передвижения лексических категорий, которое характерно для языков с фиксированным порядком слов, к примеру для английского, в то время как скрэмблинг распространён в языках со свободным порядком слов.
Ключевую роль в утверждении принципов теории перемещений (Move α) сыграли американские лингвисты Г. Ласник и М. Сайто.

## Ограничения на α-передвижение
α-передвижение имеет свои ограничения, выражающиеся в том, что после синтаксического передвижения элемента, в частности передвижения вопросительного слова, остается некоторый след от перемещенной составляющей, который ведет себя как логическая переменная, связанная оператором, функции которого в своей новой синтаксической позиции выполняет перемещенный элемент. Здесь возникает изоморфизм между логической формой и синтаксической формой предложения.
Теория следов дала отличную возможность для объяснения П. Посталом загадочного явления перекрёста (англ. crossover), или Принципа ограничения замещений:41. Суть проблемы состояла в следующем. Постал отметил, что имеется весьма существенное, но не вполне ясное различие между следующими предложениями:
а. Кто сказал, что Маша поцеловала его?
б. Кого он сказал Маша поцеловала?
В случае (а) прономинал его относится к тому же референту, что и слово кто. В случае же (б) имеет место некореферентность между прономиналом он и вопросительным словом кого. Т. Васов предположил, что если на месте вопросительного слова будет след, то поверхностные структуры приведённых предложений будут выглядеть так:
а. Кто [сказал, что Маша поцеловала его]?
б. Кого [он сказал Маша поцеловала]?,
что показывает логическую форму вопросительных конструкций:
а. Каков X, что Х сказал, что Маша поцеловала его?
б. Каков X, что он сказал, что Маша поцеловала Х?
Таким образом, следы ведут себя как анафоры, а следовательно могут исчисляться с помощью теории связывания.
Впоследствии Р. Фиенго предположил, что невозможность осуществлять передвижение вниз по синтаксическому дереву следует из того факта, что между перемещённым элементом и следом установлено отношение c-командования, которое нарушается при движении вниз по дереву.